# Horné Obdokovce
Horné Obdokovce (ungarisch Felsőbodok – bis 1907 Nagybodok) ist eine Gemeinde in der Slowakei.
Der Ort wurde 1246 zum ersten Mal schriftlich als terre Bodoch erwähnt, hieß bis 1927 slowakisch auch (Veľké) Oblokovce. Zur Gemeinde gehören der 1976 eingemeindete Ort Obsolovce (deutsch Obsolowitz, ungarisch Pacola) sowie der Ort Bodok.

## Bevölkerung
| Jahr                | 1994 | 2004    | 2014    | 2024    |
| ------------------- | ---- | ------- | ------- | ------- |
| Anzahl der Personen | 1634 | 1647    | 1522    | 1452    |
| Unterschied         |      | +0,79 % | −7,58 % | −4,59 % |

| Jahr                | 2023 | 2024    |
| ------------------- | ---- | ------- |
| Anzahl der Personen | 1459 | 1452    |
| Unterschied         |      | −0,47 % |